# Jango Fett

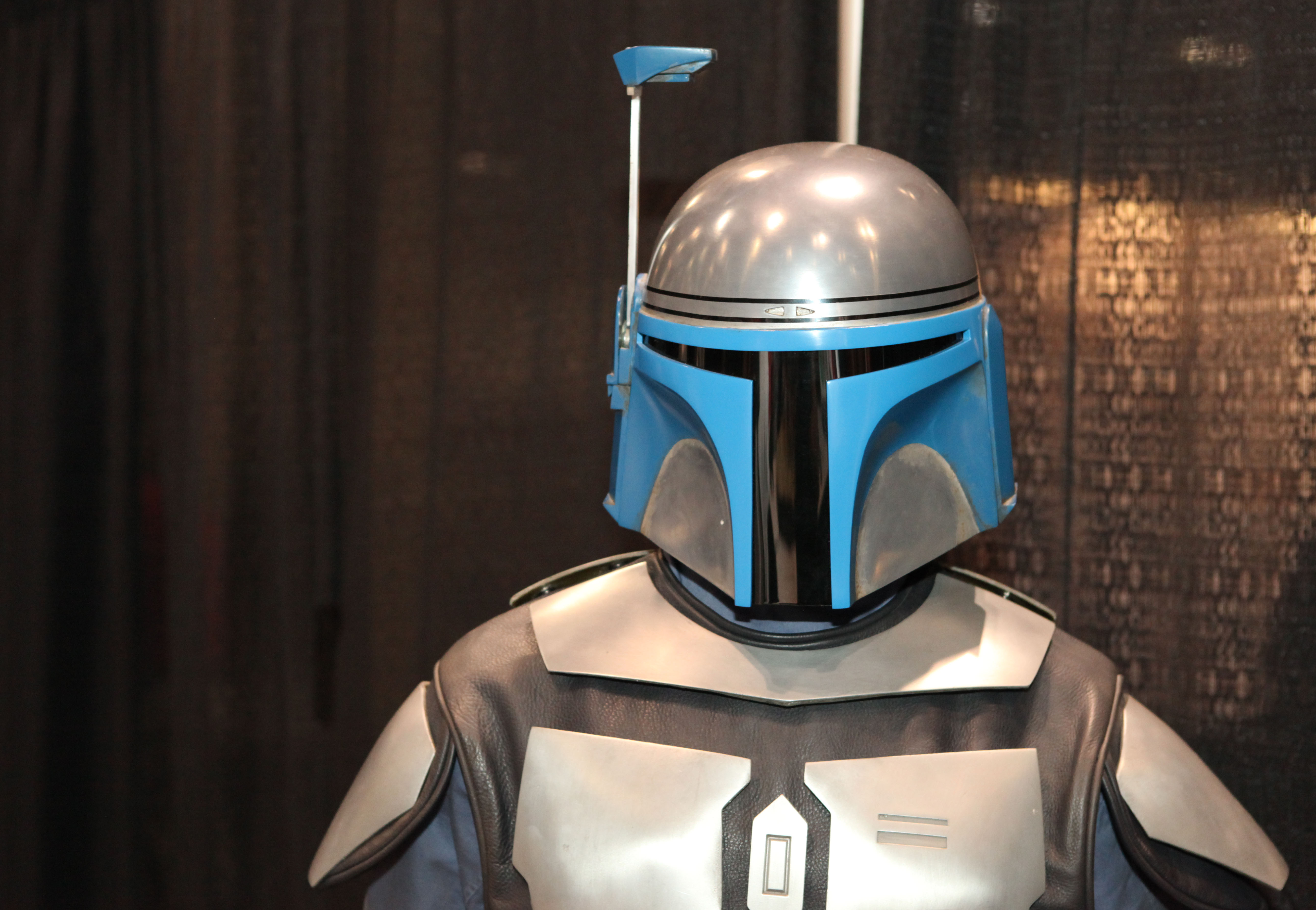
Jango Fett.

Jango Fett är en karaktär i Star Wars-filmerna.
Jango föddes på planeten Concord dawn. Hans föräldrar var jordbrukare och när Jango var liten kom en grupp mandalorianer, som kallade sig True Mandalorian, till deras gård för att söka skydd från en rivaliserande grupp mandalorianer, som kallade sig själv Death Watch (mandalorianska Kyr'tsad). Death Watch hittade till slut gården, och brände ner alla där utom Jango som hjälpte True Mandalorians att fly. Mandalorianerna tog med sig Jango och tränade honom till en skicklig krigare.
Vid ett tillfälle räddade Jango mandalorianernas ledare Jaster Meerel från Death Watch och de blev vänner. När Jaster mördades av Vizsla, ledaren för Death Watch, tog Jango hans plats som mandalorianernas ledare och hans skepp som han döpte om till Jaster's legacy.

## Skådespelare
Temuera Morrison spelar Jango Fett och nästan alla hans kloner.
Stuntmanen Scott McLean utför Jangos stunt. Nick Gray är stand-in för Jango och hans dubbel.
Temuera Morrison spelar hans klonade barn Boba Fetts röst i 2004 års DVD Edition.

## Klonkriget och hans betydelse för klonarmén
Jangos gener användes för att skapa originalet till klonarmén för Republiken. Han fick behålla en klon som var en exakt kopia av honom (till skillnad från armén där vissa modifikationer gjordes). Denna kopia blev som en son för Jango, och döptes till Boba Fett.